# Plusiodonta effulgens
Plusiodonta effulgens is een vlinder uit de familie van de spinneruilen (Erebidae). De wetenschappelijke naam van de soort is voor het eerst geldig gepubliceerd in 1884 door H. Edwards.